# Franz Marcus
Franz Marcus (geboren 22. Juni 1886 in Hamburg; gestorben im 20. Jahrhundert in Dänemark) war ein deutscher Jurist. Er emigrierte vor der nationalsozialistischen Verfolgung nach Dänemark.

## Leben
Franz Marcus war ein Sohn des Großkaufmanns Emil Marcus (1853–1922) und der Bertha Wolf (1860–1941); er hatte zwei Brüder. Marcus besuchte das Wilhelm-Gymnasium, wo er zu Michaelis 1904 das Reifezeugnis erhielt. Anschließend studierte er von 1904 bis 1907 Rechtswissenschaft in Leipzig, Freiburg im Breisgau und Berlin; er wurde 1908 promoviert und nach dem Referendariat 1913 Richter am Landgericht Hamburg. 
1925 heiratete Marcus Leonore Bernhard; die Tochter Maria Marcus (1926–2017) wurde später Kinderpsychologin und Autorin, der Sohn Franz Marcus (1928–) wurde in Dänemark Ingenieur. 1929 wurde Franz Marcus in Hamburg zum Landgerichtsdirektor befördert.
Nach der Machtübergabe an die Nationalsozialisten wurde Marcus 1933 in den vorzeitigen Ruhestand gezwungen. Er emigrierte mit seiner Familie nach Dänemark, wo er familiäre Wurzeln hatte, und arbeitete in Kopenhagen als Bankrevisor. 1940 wurde Dänemark von der deutschen Wehrmacht besetzt. Als 1943 die Deportation in den Osten drohte, gelang der Familie Marcus wie auch den meisten Juden in Dänemark die Flucht über das Meer nach Schweden. Marcus schlug sich in Schweden mit juristischen Hilfsarbeiten durch. Nach Kriegsende kehrte er nach Dänemark zurück und war wieder im Bankgeschäft tätig. Ab 1948 arbeitete er auch als Rechtsanwalt und verfasste rechtsvergleichende Studien. Er gab dänische Gesetzestexte in deutscher Übersetzung heraus und wurde Mitglied der deutschen Gesellschaft für Rechtsvergleichung. Er lebte in Charlottenlund.
Marcus wurde 1973 zum Ehrenmitglied der dänischen Übersetzervereinigung ernannt und 1974 wurde er mit dem Großen Bundesverdienstkreuz ausgezeichnet.

## Schriften (Auswahl)
- Das Dänische Strafgesetzbuch vom 15. April 1930 in der Fassung der Bekanntmachung vom 24. Juni 1939. Nach d. Stande vom 1. April 1953. Übersetzung Franz Marcus. Berlin : de Gruyter, 1953
- Das Dänische Kriminalgesetzbuch für Grönland vom 5. März 1954. Übersetzung Franz Marcus. Berlin : de Gruyter, 1955
- Das Staatsangehörigkeitsrecht der Nordischen Staaten : Dänemark, Norwegen, Schweden, Finnland, Island. Bearbeiter für Schweden: Josef Fischler. Frankfurt am Main: Metzner, 1955
- Das dänische Gesetz über Aktiengesellschaften vom 15. April 1930 in der Fassung der Bekanntmachung vom 28. August 1952. Einleitung, Übersetzung, Erläuterung Franz Marcus. Frankfurt am Main : Metzner, 1960
- Auf das Sittlichste gefährdet : Eine kleine Sammlung unfreiwilligen Humors. Aus Akten, Protokollen, Briefen. München : Heymann, 1963
- Das dänische Adoptionsgesetz von 1972, in: Rabels Zeitschrift für ausländisches und internationales Privatrecht, 38. Jahrg., H. 1 (1974), S. 194–201